# Diaphus lucidus
Diaphus lucidus és una espècie de peix de la família dels mictòfids i de l'ordre dels mictofiformes.

## Morfologia
- Els mascles poden assolir 11,8 cm de longitud total.[4][5]

## Hàbitat
És un peix marí i d'aigües profundes que viu fins als 2999 m de fondària.

## Distribució geogràfica
Es troba des del Marroc fins a Angola, des dels Estats Units fins al Brasil i l'Argentina, l'Índic, el Pacífic central i el Mar de la Xina Meridional.